# Psi2 Lupi
Psi2 Lupi (ψ2 Lupi, förkortad Psi2 Lup, ψ2 Lup), som är stjärnans Bayer-beteckning, är en trippelstjärna i norra delen av stjärnbilden Vargen. Den har en skenbar magnitud av 4,75 och är synlig för blotta ögat där ljusföroreningar ej förekommer. Baserat på parallaxmätning inom Hipparcosuppdraget på ca 9,0 mas, beräknas den befinna sig på ett avstånd av ca 360 ljusår (111 parsek) från solen. På det beräknade avståndet minskar dess skenbara magnitud med 0,016 ± 0009 enheter på grund av interstellärt stoft. Stjärnan ingår i undergruppen Övre Centaurus-Lupus inom Scorpius-Centaurus-föreningen.

## Egenskaper
Primärstjärnan Psi2 Lupi A är en blå till vit jättestjärna i huvudserien av spektralklass B5 V. Den har en radie som är ca 2,1 gånger solens radie och avger ca 370 gånger mer energi än solen från dess fotosfär vid en effektiv temperatur på ca 15 100 K.
Det inre paret av stjärnorna i konstellationen bildar en dubbelsidig spektroskopisk dubbelstjärna med en omloppsperiod på 12,26 dygn och en excentricitet på 0,19. De två komponenterna har liknande i utseende med spektralkass B5 V. Magnituden har en mikrovariabilitet med en frekvens på 0,94483 cykler per dygn och en amplitud av 0,0067. Den andra följeslagaren är en stjärna av magnitud 10 med en vinkelseparation på 0,51 bågsekunder.